# 吉村寅太郎 (教育者)

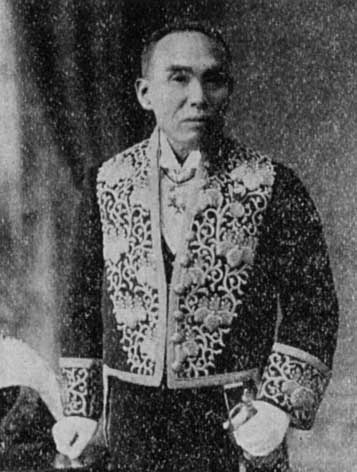
吉村寅太郎

吉村 寅太郎（よしむら とらたろう、弘化5年2月5日（1848年3月9日） - 大正6年（1917年）1月14日）は、日本の教育者。

## 経歴
但馬国豊岡（兵庫県豊岡市）出身。1869年（明治2年）から4年間慶應義塾で英学を学んだ。1873年（明治6年）、文部省に出仕し、広島外国語学校校長、広島英語学校長、広島県英学校長、広島県師範学校校長、広島県医学校長、広島県博物館長などを務めた。1879年（明治12年）からは文部一等属、文部省御用掛、同権少書記官、太政官御用掛、文部省視学官、同参事官を歴任。1887年（明治20年）、第二高等中学校（のち第二高等学校）校長に就任した。1897年（明治30年）に退官した後は、成女学校を創設し、校長に就任した。その他、東京女学館長、日本体育会体操学校（現在の日本体育大学）校長を務めた。
1902年（明治35年）、第四高等学校校長に起用された。1911年（明治44年）に退官し、1916年（大正5年）に第四高等学校名誉教授の称号を得た。翌1917年（大正6年）1月、東京青山の自邸にて胃癌で療養中に死去。70歳。『サア逸話らしいものは一つも無い人です（中略）夫れも教壇に立って講義する側ではなく、矢張り校長として校務を掌理して行くべき人物と申すほうが適当でせう』との当時の四高時代の浦井教授談がある。

## 栄典
- 1894年（明治27年）7月20日 - 従五位[4]

## 著作
- 「広島英語学校年報」（『文部省第二年報附録』）
- 「広島英語学校年報」（『文部省第三年報附録 第一』）
- 「広島英語学校年報」（『文部省第四年報附録 第一』）
- 「広島英語学校年報」（『文部省第五年報附録 第一』）
- 「鹿児島県学事巡視功程」（『文部省第十一年報附録』）
- 「学事巡視概況」（『官報』第719号、1885年11月21日 ／ 同誌第749号、1885年12月28日 ／ 同誌第764号、1886年1月21日 ／ 同誌第766号、1886年1月23日 ／ 同誌第771号、1886年1月29日 ／ 同誌第775号、1886年2月4日）
- 「義塾懐旧談」（『三田評論』第253号、慶應義塾大学、1918年8月）
  - 「土地も建物も同人のもの」（『慶応義塾誌』 慶応義塾誌編纂部、1922年）

著書
- 『日本現時教育』 金港堂書籍、1898年5月

訳書
- 『視学提要』 金港堂書籍、1900年3月

## 関連文献
- 「吉村寅太郎」（内尾直二編輯 『第三版 人事興信録』 人事興信所、1911年4月）
- 宿南保著 『明治期郷土出身文教の偉人群 浜尾新』 吉田学院、1992年2月
- 吉家定夫 「豊岡藩と慶応義塾」（『近代日本研究』第17巻、慶応義塾福沢研究センター、2001年3月、NAID 120005347352）
- 「吉村寅太郎」（慶應義塾150年史資料集編集委員会編 『慶應義塾150年史資料集 1 塾員塾生資料集成』 慶應義塾、2012年10月）